# Винту (язык)
Винту (Northern Wintun, Wintu, Wintun) — язык винтуанской семьи, находящийся на грани исчезновения, на котором говорят люди винту, живущие в Северной Калифорнии. Винту является самым северным языком винтуанской семьи. На винтуанских языках говорили в долине реки Сакраменто и в смежных областях до пролива Кардинез, в заливе Сан-Франциско. Винтуанские языки являются ветвью предполагаемой пенутийской языковой семьи (в западной части Северной Америки) и наиболее близки четырём другим семьям пенутийских языков Калифорнии: майдуанским, утийским, йокутским и костанским языкам.
Носители винту были также в контакте и с соседями, говорящими на хоканских языках — на юго-восточном, восточном и северо-восточном помо; на атабаскских языках уэйлаки и хупа; на языках юки-ваппо (юки и ваппо), а также на других пенутийских языках (мивокских, майдуанских, йокутских и сакланских). Кроме этих соседних языков, носители винту контактировали с носителями русского, испанского и английского языков.

## Фонология

### Согласные
Винту имеет от 28 до 30 согласных:
|                     |                | Губные | Альвеолярные | Альвеолярные | Постальвеолярные | Велярные | Увулярные | Глоттальные |
| Центральные         | Боковые        | Губные |              |              | Постальвеолярные | Велярные | Увулярные | Глоттальные |
| ------------------- | -------------- | ------ | ------------ | ------------ | ---------------- | -------- | --------- | ----------- |
| Взрывные/ Аффрикаты | Звонкие        | b      | d            |              | (d͡ʒ)             |          |           |             |
| Взрывные/ Аффрикаты | Придыхательные | pʰ     | tʰ           |              |                  |          |           |             |
| Взрывные/ Аффрикаты | Абруптивные    | pʼ     | tʼ           | t͡ɬʼ ‹ƛ'›     | t͡ʃʼ ‹ch'›        | kʼ       | qχʼ       |             |
| Взрывные/ Аффрикаты | Глухие         | p      | t            | t͡ɬ ~ ɬ ‹ƛ›   | t͡ʃ ‹j›           | k        | q         | ʔ ‹’›       |
| Фрикативные         | Фрикативные    | (f)    | (θ)          | t͡ɬ ~ ɬ ‹ƛ›   | ʃ ‹sh›           | x        | χ         | h           |
| Носовые             | Носовые        | m      | n            |              |                  |          |           |             |
| Дрожащие            | Дрожащие       |        |              |              | ṛ ‹ṛ›            |          |           |             |
| Аппроксиманты       | Аппроксиманты  | w      |              | l            | j ‹y›            |          |           |             |

- Фонемы /f, dʒ/ заимствованы из английского языка.
- /θ/ — редкая фонема, зафиксированная только в конце слова в речи одного из информантов. В речи остальных носителей она сливается с /tɬ/.
- Зубные смычные представляют собой денто-альвеолярные [d̪], [t̪], [t̪ʰ], [t̪ʼ]. Молодые носители, однако, используют апико-альвеолярную артикуляцию, как в английском: [t], [tʰ], [tʼ], [d].
- В речи старших носителей постальвеолярный звук /ʃ/ является ретрофлексным [ʂ] в соседстве с задними гласными /u, o, a/.
- Велярные /k, kʼ, x/ продвигаются вперёд перед гласными переднего ряда /i, e/ и отодвигаются назад перед гласными нижнего подъёма /u, o/. По способу артикуляции велярные и пост-велярные могут быть глоттализованными и неглоттализованными (глухими).
- Дрожащий /ṛ/ является апико-постальвеолярным и ретрофлексным. Между гласными он реализуется как одноударный [ɽ].
- Гортанная смычка /ʔ/ слабо артикулирована, за исключением случаев намеренно разборчивой речи. Она всегда полностью артикулируется в конце слова.

### Гласные
В языке винту 10 (или 11) гласных фонем:
|                    | Краткие | Краткие  | Долгие | Долгие |
| Передние           | Задние  | Передние | Задние |        |
| ------------------ | ------- | -------- | ------ | ------ |
| Верхние (закрытые) | i       | u        | iː     | uː     |
| Средние            | e       | o        | eː     | oː     |
| Нижние (открытые)  | a       | a        | aː     | aː     |
| Аномальные         | æ       |          |        |        |

- Гласные могут быть долгими и краткими.
- Фонема /æ/ встречается только в заимствованиях из английского языка.
- Все гласные слегка назализуются перед гортанной смычкой /ʔ/.
- Все гласные звонкие и неназализованные (кроме отмеченного выше случая).

## Синтаксис
Основной порядок слов в винту очень гибкий. Морфологическое слово — основная синтаксическая единица. В некоторых случаях морфологическое слово, которое фонематически является одним словом, может быть синтаксически как два разных слова. Морфологических слово может быть клитическим или не клитическим. Клитическое слово всегда зависит от не клитического. Клитические слова могут быть проклитическими и постклитическими в зависимости от их позиции. Некоторые морфемные слова могут быть как клитическими, так и полными словами. Например: морфемное слово /ʔel/ добавляется в это полное слово /qewelʔel / «в домe», и в проклитику /ʔel-qewel/, которые имеет тот же смысл. Крупнейший синтаксической единицой является предложение. Предложения рассматриваются последовательностью полного слова прекращенного в этапе периода /./. Предложение можно рассматривать предложением, если оно содержит глаголы, указания, а также если он содержит существительных. Предложения никогда не содержит основные глаголы. Положения могут быть зависимыми или независимыми. Это зависит от вида суффикса, кто формирует глагол. Независимые глаголы принимают личные словоизменительные суффиксы в то время, как зависимые глаголы характеризуются подчиняя суффиксы {r}, {tan}, {ʔa}, {n}, {so} и {ta}. В предложениях синтаксических отношений между словами и полная клитика указаны порядок слов и словоизменительные и деривационные суффиксы. Четыре типа функций можно выделить для предложений: главное лицо, атрибут, спутник лица и связь. Главное лицо обычно существительное, и это не зависит от других форм, как, например /winthu/ — самоназвание винту. Атрибут предшествовал изменять главное лицо, например: /winthu•n qewelin/ «в доме винту». С другой стороны, спутник лица происходит только в пунктах. Спутник может быть либо предмет или объект глагола. Если спутник субъект глагола, оно предшествует глаголу, как, например:/po• m yel-hura/ «место уничтожено», но если спутник объекта находится в зависимом предложении или существительное, содержащие во фразе родительный и атрибутивный элемент, то сё идёт следующим образом. Например: /sedet ʔelew’kiyemti•n/ «койот никогда не говорит мудро» или /wayda me•m hina/ «приходит северной поток воды».